# Jean Baptiste Camille Canclaux
Jean Baptiste Camille Canclaux   (París, 2 d'agost de 1740 - París, 27 de desembre de 1817) fou un comandant de l'exèrcit francès durant la Revolució Francesa i un par de França. Es va incorporar a un regiment de cavalleria amb l'Exèrcit Reial francès el 1756 i va lluitar a Minden durant la Guerra dels Set Anys. Va assolir el rang de mariscal de camp (general de brigada) el 1788 i tinent general el 1792. Va comandar l'exèrcit de les costes de Brest des de maig fins a octubre de 1793 lluitant contra diverses accions durant la Revolta de La Vendée. Reemplaçat per motius polítics, va dirigir l'Exèrcit d'Occident el 1794–1795. Va ocupar càrrecs interiors durant la resta de les Guerres Revolucionàries Franceses i sota el Primer Imperi Francès de Napoleó.

## Carrera militar

### Antic Règim
Va ingressar a l'Escola de cavalleria de Besançon, després va exercir de voluntari al regiment de cavalleria-Fumel (1756) i va ser ascendit a corneta (1757). En el transcurs de la Guerra dels Set Anys, es va implicar en la campanya de Hannover, va ascendir a capità el 1760 i va ser desmobilitzat en temps de pau.
Immediatament reingressant al regiment de dragons-Conti, va ensenyar la teoria de les principals maniobres de cavalleria a l'Escola de Besançon i va publicar un llibre sobre tàctiques: Instruction à l'usage du régiment de dragons Conti. Va pujar a major (1768), mestre de camp (1773) amb el rang de coronel, brigadier (1 de gener de 1784) i va ser ascendit a Mariscal de camp el 10 de març de 1788, mantenint-se tot i això en el comandant del seu regiment. Va ser fet cavaller de Sant Lluís el 1773.

## Revolució francesa
El 1790, fou un dels generals encarregat de verificar els comptes del regiment i recollir els seus greuges. Va ser enviat a Bretanya el 1791 i el 1792 per apaivagar els moviments d'insurrecció que s'acabaven d'esclatar i per reprimir els que encara no s'havien esclatat. Es va notar per moderació i esperit conciliador, aconseguint un èxit brillant a prop de Quimper el 8 de juliol.
El 7 de setembre de 1792, va pujar a tinent general i comandant de la 13a divisió militar i es va encarregar d'embarcar a Brest les tropes destinades a Saint-Domingue.
Una vegada nomenta tinent general el 1792, la Convenció nacional francesa el va posar al comandament de l'Exèrcit de les Costes de Brest. Amb prou feines 12.000 homes, va defensar amb èxit el Nantes el 29 de juny de 1793, després de diversos enfrontaments ferotges i mortals que refusaven l'atac d'un exèrcit vendénea de 50.000 homes sota Jacques Cathelineau. Victoriós de nou a la batalla de Montaigu (contra François de Charette, al que derrotaria de nou a Mortagne-sur-Sèvre), fou derrotat en la batalla de Tiffauges i suspès del seu comandament. Malgrat un èxit posterior a Saint-Symphorien, va ser substituït el 29 de setembre. Després es va retirar a un dels seus estaments, al Château du Saussay (Essonne), però va ser recordat després de la revolució del 9 termidor de l'any II (1794) i va tornar a ser comandant suprem de l'Exèrcit d'Occident. Va secundar Lazare Hoche a aquest exèrcit al voltant del temps de la invasió contrarevolucionària de França el 1795, enviant-lo a alguns dels reforços que necessitava. Hoche el va substituir al comandament més tard el 1795, i Canclaux es va retirar de l'exèrcit.

## Carrera administrativa
Enviat a la MIDI el 1796 per organitzar l'exèrcit destinat a Itàlia (el que es convertiria en l'Exèrcit d'Itàlia), al final d'aquest any va ser ministre plenipotenciari a la cort de Nàpols, un paper que va ocupar fins al 1797.
El 1799, se'l va cridar al servei estatal com a membre del comitè militar establert després del Directori. Després del cop del 18 Brumaire, es va adherir al partit de Napoleó i, durant el Consolat Napoleó, el va posar al comandament de la 14a divisió mil·lenària, a Caen, on ell i el general Gabriel Marie Joseph, el comte d'Hédouville van ser encarregats de pacificar Normandia.
El 1800 es va convertir breument com a comandant de l'Exèrcit de Reserva de la Segona Línia, que va formar el nucli de l'Exèrcit de les Grisons. Va esdevenir inspector general de la cavalleria de l'exèrcit i, el 22 d'octubre de 1804, va ser nomenat conservador del Sénat.
El 1806 i el 1807, va ser comandant dels jardins nacionals de la Seine-Inférieure i de la Somme. El 1808 se'l va nomenar comte d'Empire.
El desembre de 1813, fou comissari extraordinari a Ille-et-Vilaine. Enviat a la MIDI el 1796 per organitzar l'exèrcit destinat a Itàlia (el que es convertiria en l' Exèrcit d'Itàlia), al final d'aquest any va ser ministre plénipotentiaire a la cort de Nàpols, un paper que va ocupar fins al 1797.
El 1799, se li va cridar al servei estatal com a membre del comitè militar establert després del Directori. Després del cop del 18 Brumaire, es va adherir al partit de Napoleó i, com durant el Consolat Napoleó, el va posar al comandament de la 14a divisió mil·lenària, a Caen, on ell i el general Gabriel Marie Joseph, el comte d'Hédouville van ser encarregats de pacificar. Normandia.
El 1800 es va convertir breument com a comandant de l'Exèrcit de Reserva de la Segona Línia, que va formar el nucli de l'Exèrcit de les Grisons. Va esdevenir inspector general de la cavalleria de l'exèrcit i, el 22 d'octubre de 1804, va ser nomenat conservador del Sénat. El 1806 i el 1807, va ser comandant dels jardins nacionals de la Seine-Inférieure i de la Somme. El 1808 se'l va nomenar comte da l'Imperi. El desembre de 1813, fou comissari extraordinari a Ille-et-Vilaine. El 1814, va votar al Senat a favor de deposar Napoleó.

## Restauració i els cent dies
Fet un par de França a la restauració, Napoleó el va mantenir com a tal durant els Cent dies, però Canclaux es va negar a donar-li suport, tot i que això no va impedir que el reial ordre del 24 de juliol de 1815 el deixés a la llista de companys. El 10 d'agost de 1815, es va convertir de nou en par de França i va votar a favor de la mort de Michel Ney.
El seu nom està inscrit a l' Arc de Triomf (costat oest)